# Кадуцей
Кадуце́й (лат. cādū́ceus [kaː'duː.ke.us]) или керикион (др.-греч. κηρύκειον [kɛː.'ry.keː.on]) — жезл, обвитый двумя обращёнными друг на друга змеями, часто с крыльями на навершии жезла. Его появление в Античности связывали с мифом об Аполлоне и Гермесе. Согласно мифу, Аполлон в знак примирения с братом подарил тому свой волшебный посох. Когда Гермес, решив проверить его свойства, поставил жезл между двумя борющимися змеями, те сразу прекратили борьбу и обвили палку. Гермесу эта картина так понравилась, что он их обездвижил.
В Древнем Риме кадуцей стал неотъемлемым атрибутом послов. Кроме символа примирения он впоследствии стал эмблемой коммерции и медицины. Также известен в качестве оккультного знака, символа ключа тайного знания, скрещённые змеи при этом символизируют дуализм мироздания. Все эти значения кадуцея тем или иным образом связаны с мифологическим образом Гермеса.

## Внешний вид

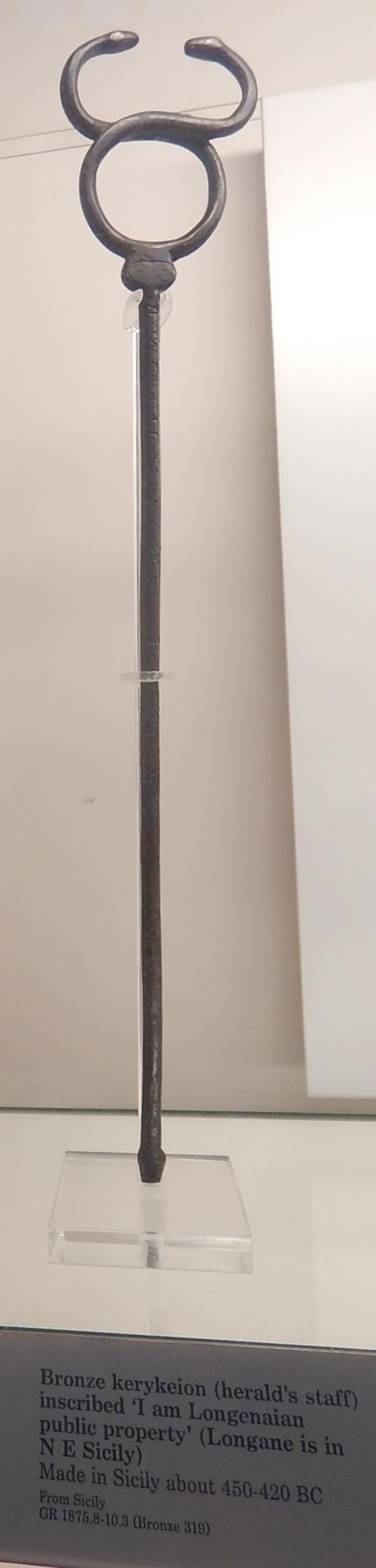
Древнегреческий керикион. Британский музей. Лондон

Первоначально кадуцей представлял собой оливковую ветвь с двумя побегами, украшенную лентами и/или гирляндами цветов. Позже кадуцеями стали называть металлические жезлы с переплетёнными между собой змеями на вершине. Обязательным является поворот голов змей мордами друг к другу. Именно такой вид керикионов характерен для древнегреческих изображений и археологических находок. В римскую эпоху он был дополнен парой крыльев, одним из символом ветреного бога Гермеса. Эта форма и стала общепринятым изображением кадуцея в Новое и Новейшее время.

## Древнегреческий миф о создании и использовании кадуцея

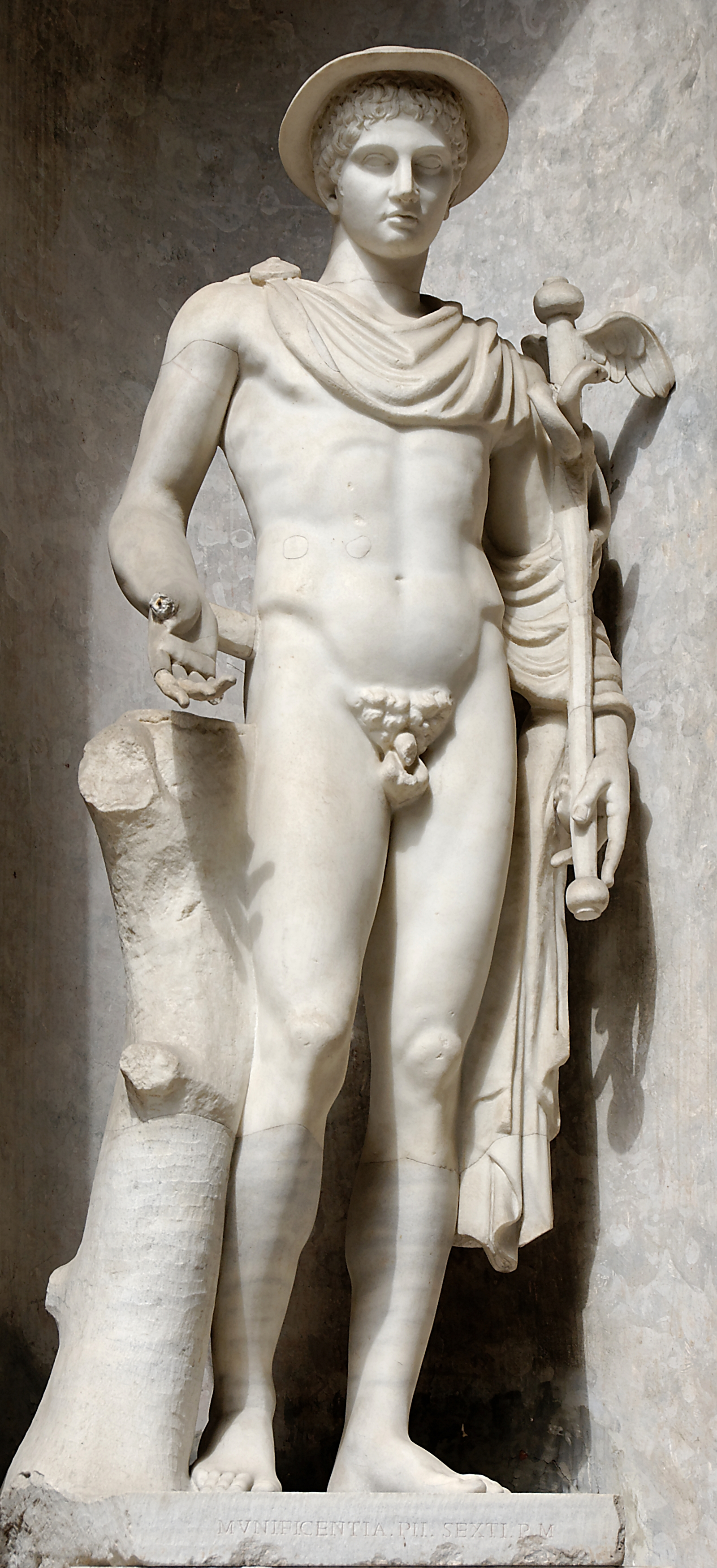
Античная римская копия статуи Гермеса с древнегреческого оригинала V века до н. э. Музей Пия-Климента, Ватикан

В древнегреческой мифологии появление кадуцея связано с историей о краже Гермесом стада коров Аполлона. На четвёртый день после рождения молодой бог вылез из пелёнок. Около пещеры на горе Хелидорея он увидел черепаху. Из её панциря Гермес сделал лиру, использовав в качестве струн овечьи кишки. Затем младенец, покинув пещеру, отправился в Пиерию и угнал пятьдесят коров из стада, которое было поручено пасти Аполлону. Чтобы животных не нашли по следам, он привязал к их ногам ветки и пригнал в Пилос, где укрыл в пещере.
Обнаружив пропажу, Аполлон начал поиски. Расспросив местных жителей, один из которых видел мальчика с хлыстом, угоняющего коров, а также благодаря знакомому не понаслышке Аполлону искусству прорицания, он узнал о личности похитителя. Придя в пещеру, где в колыбели лежал Гермес, Аполлон потребовал вернуть ему коров. Мальчик стал отпираться, указывая на свой возраст. Тогда Аполлон взял Гермеса в пелёнках и понёс на Олимп к их общему отцу Зевсу. Ситуация позабавила верховного бога. По указанию отца Гермес был вынужден отвести Аполлона к месту, где были спрятаны коровы. По пути Гермес начал играть на сконструированной им из панциря черепахи лире. Игра на музыкальном инструменте настолько поразила Аполлона, что в обмен на лиру он отдал Гермесу своё стадо.
Тотчас же Гермес создал свирель. Этот музыкальный инструмент, как и лира, понравился Аполлону. За неё Аполлон предложил Гермесу свой волшебный посох. Расставаясь, оба бога принесли клятвы о вечной дружбе. Кроме того, Гермес пообещал Аполлону, что больше никогда не украдёт ничего из его имущества.
Согласно одному из преданий, Аполлон, передавая Гермесу свой посох, сказал, что вручает волшебный жезл изобилия и здоровья, который защитит того, кто им владеет. Желая проверить силу подарка, Гермес поставил его между двумя борющимися между собой змеями. Они прекратили борьбу и тотчас же обвили палку. Гермесу эта картина так понравилась, что он их обездвижил, превратив жезл в кадуцей.
Неразрывная связь образа Гермеса с его жезлом видна из эпитета данного олимпийского бога «носитель жезла золотого» (др.-греч. χρυσόρραπις), который встречается уже в «Одиссее» Гомера. Сам Гермес использовал его, чтобы усыплять и пробуждать, направлять души после смерти, превращать людей в птиц и неодушевлённые предметы.

## Символические значения кадуцея

Эмблема Федеральной таможенной службы России

Кадуцей приобрёл множество символических значений, тем или иным образом связанных с разносторонними функциями Гермеса. Мифологическая основа представления о кадуцее как о знаке согласия и примирения связана с историями о его получении Гермесом от Аполлона после завершения ссоры, а также о змеях, прекративших борьбу. В Древнем Риме кадуцей стал неотъемлемым атрибутом послов, отправляемых во вражеский лагерь. Кадуцеатора при исполнении обязанностей воспринимали в качестве лица неприкосновенного.
Начиная с XIX века кадуцей стал символом мирной международной торговли, что также имеет отсылки к образу Гермеса. В первые годы после Октябрьской революции даже возник символ «кадуцей со звездой», что символизировало мирные отношения. Жезл был несколько видоизменён, крылышки заменяли либо факелом, либо петасом — крылатой круглой шляпой Гермеса. Впоследствии кадуцей стал символом советской торговли и промышленности. Его даже предлагали поместить в герб СССР и РСФСР, как знак мирного сосуществования. Кадуцей часто используют в качестве эмблемы налоговых и таможенных органов, торгово-промышленных палат, в том числе Российской Федерации и Украины.
Оккультное значение кадуцея тесно связано с представлением о Гермесе Трисмегисте — в различных трактовках либо божестве, либо авторе ряда философских трактатов и родоначальнике герметизма. Алхимики, основывающие своё учение на знаниях герметизма, использовали кадуцей в качестве одного из основных символов, обозначавшего герметическое искусство и тайные науки в целом. Представители оккультных практик подчёркивали наличие похожих символов в иероглифах Древнего Египта, изобразительном искусстве Древней Индии и Месопотамии. По утверждению Е. П. Блаватской кадуцей представляет собой древнейший символ, заимствованный греками у египтян. Он, по её мнению, объединяет четыре стихии: прут (ствол) соответствует земле, крылья — воздуху, змеи — огню и воде. Существует множество самых разнообразных оккультных толкований того, что именно символизирует и обозначает кадуцей.

## В геральдике
В геральдике кадуцей часто помещают в качестве фигуры на гербах различных дворянских родов, а также таких городов, как Балта, Бердичев, Енисейск, Зеленодольск, Ирбит, Любар, Нежин, Новая Водолага, Новозыбков, Рава-Русская, Славянск, Таганрог, Тальное, Тельшев, Тифлис, Улан-Удэ, Феодосия, Харьков и др.
Особую историю имеет герб Харькова с перекрещенными рогом изобилия и кадуцеем на зелёном фоне. Он был подготовлен князем М. М. Щербатовым, а затем утверждён императрицей Екатериной II. Зелёный цвет в геральдике символизирует надежду, радость, благосостояние; рог изобилия — природные богатства. Скрещённые рог и жезл образовывали литеру «Х» — заглавную букву названия города. Впоследствии, в середине XIX столетия, при активном участии Б. В. Кёне проводилась геральдическая реформа. Её целью было ограничение и унификация городского герботворчества. Предполагалось значительное сокращение использования негеральдических гербовых фигур, к которым относились кадуцей и рог изобилия. Наклон гербовой фигуры влево, как у кадуцея на харьковском гербе, также противоречил правилам геральдики. Однако новый герб, утверждённый Александром II, вызвал критику харьковчан. Центральное правительство в 1887 году удовлетворило ходатайство харьковского дворянства о возврате городу «старого», дарованного Екатериной II, герба.

Герб Харькова
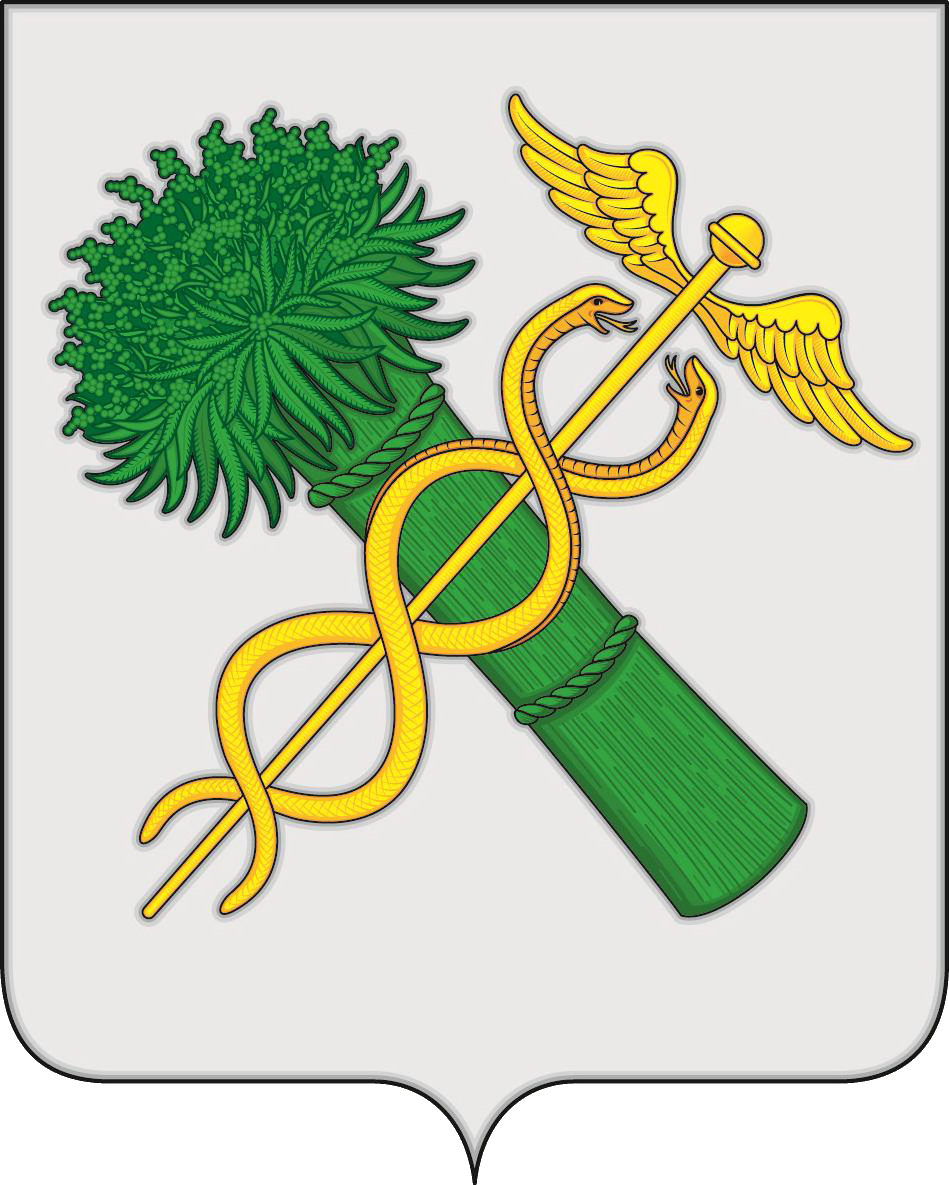
Герб Новозыбкова
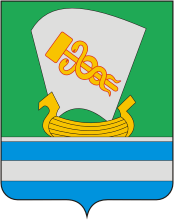
Герб Зеленодольска
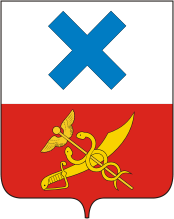
Герб Ирбита
Герб Енисейска времён Российской империи
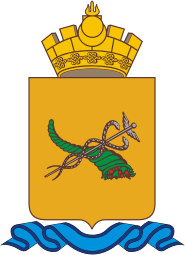
Герб Улан-Удэ
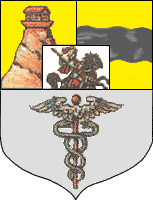
Первый герб Тифлиса
Герб Бердичева
Герб Славянска
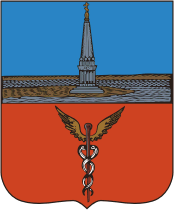
Герб Тельшева времён Российской империи
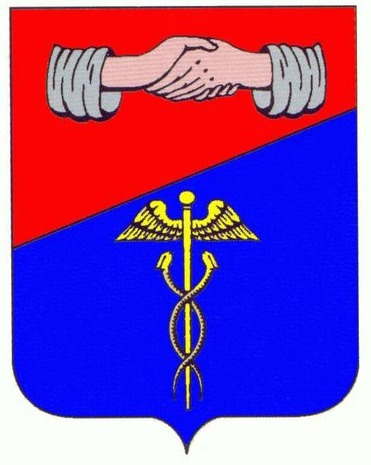
Герб Нежина времён Российской империи
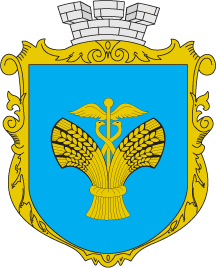
Герб Балты
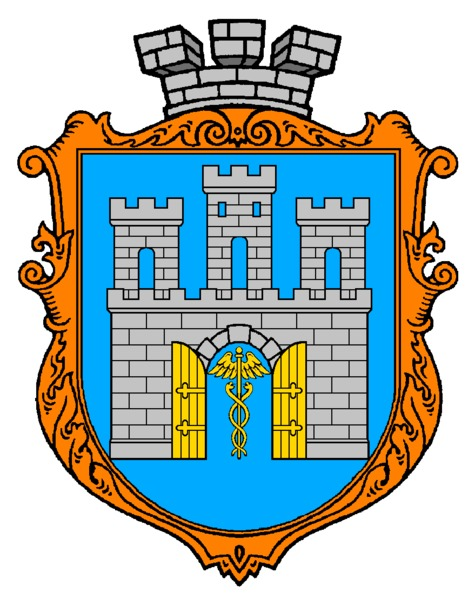
Герб Равы-Русской
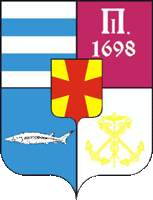
Герб Таганрога
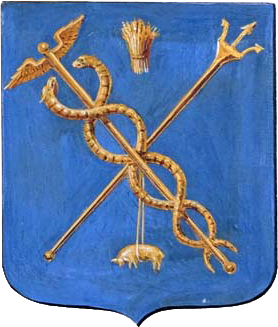
Первый герб Феодосии
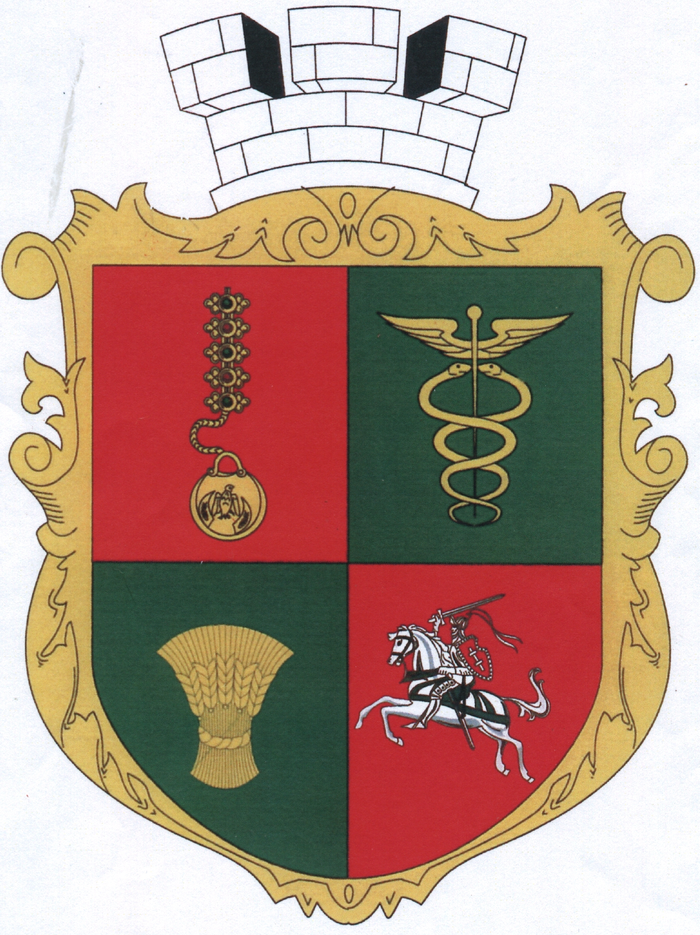
Герб Любара
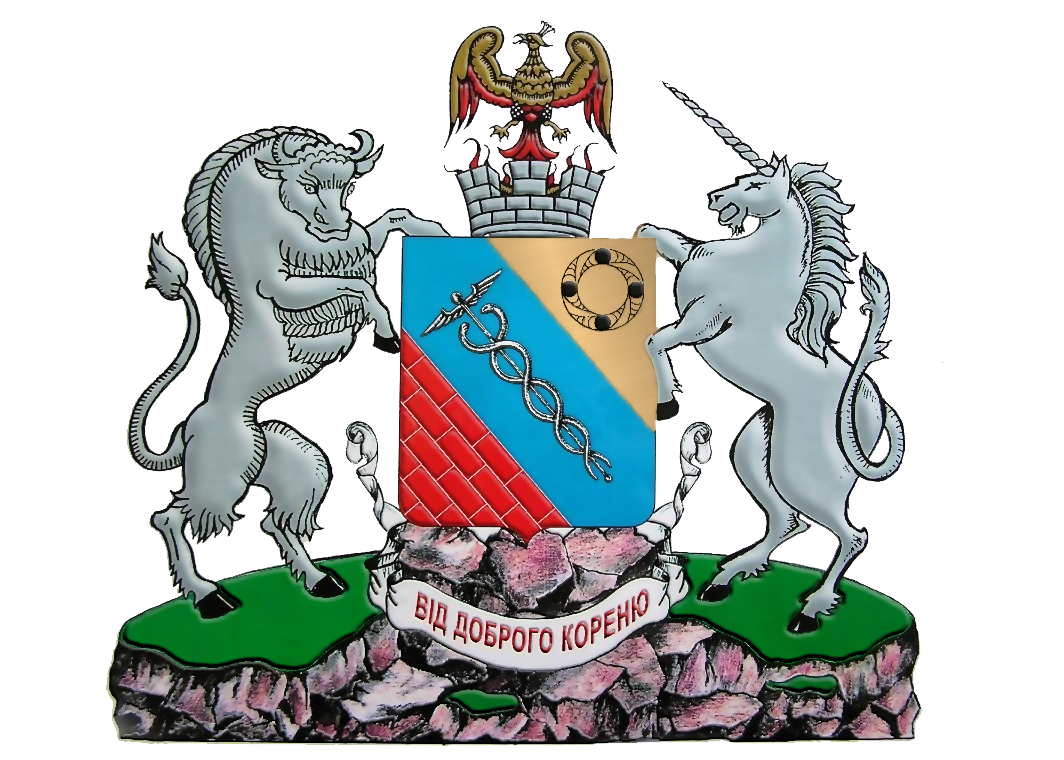
Герб Тального

## Церковный посох и кадуцей

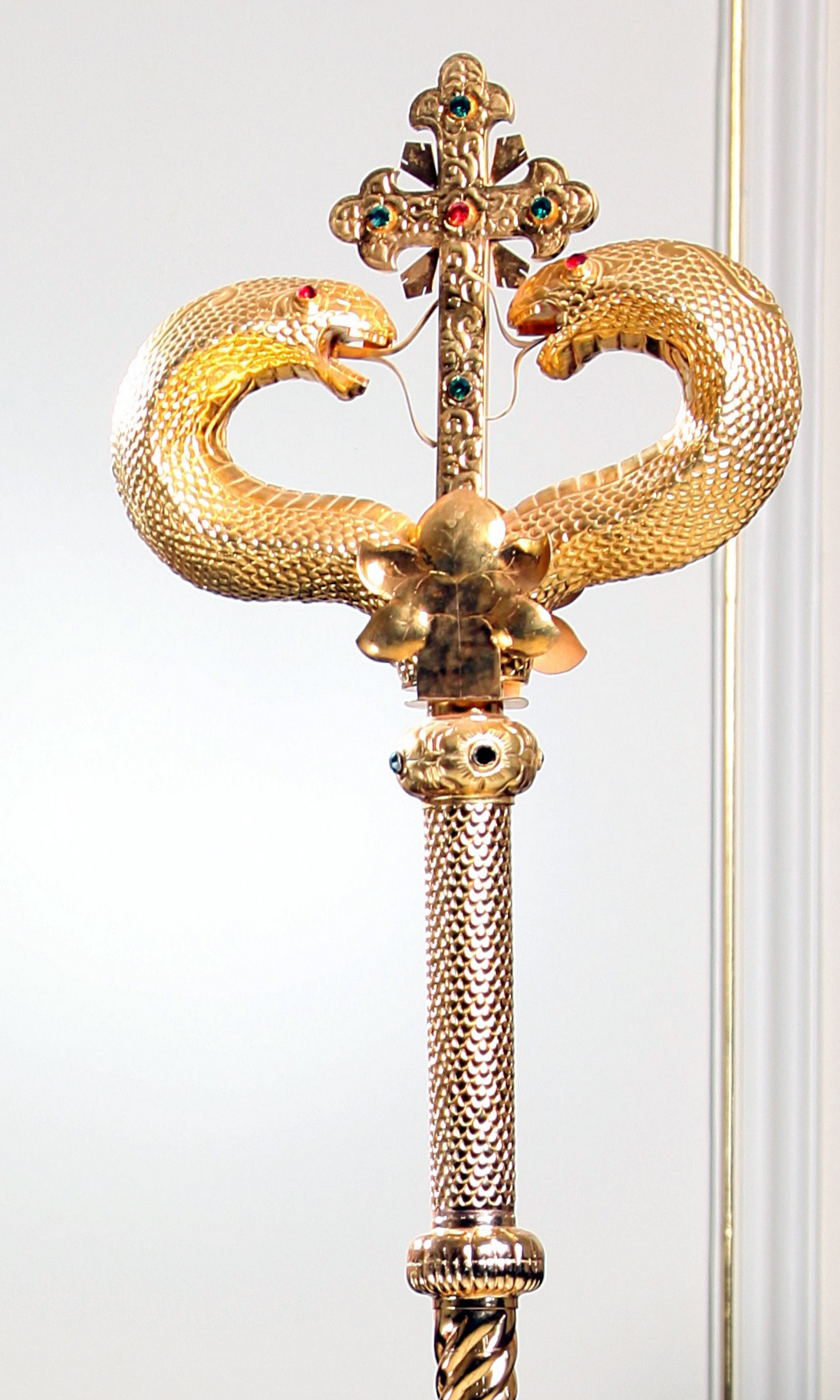
Церковный посох епископа Сирийской Православной церкви

В XVII веке была изменена форма архиерейского посоха в Русской церкви. Патриарх Никон первым стал использовать жезл с навершием в виде двух змеиных голов. Такая форма использовалась и в других православных церквях. На фоне церковного раскола это вызвало полемику. В «Списке писем страдальческих» одного из первых духовных вождей старообрядчества протопопа Аввакума содержится следующий текст: 
Д[а] он де же, зломудренный Никон, завёл в нашей России со единомысленники своими самое худое и небогоу[го]дное дело — вместо жезла святого Петра чюдотворца доспел вновь святительския жезлы с проклятыми змиями погубльшими прадеда нашего Адама и весь мир, южесам Господь проклял от всех скотов и от всех зверей земных. И ныне они тую проклятую змию освящают и почитают паче всех скотов и зверей и вносят ея во святилище Божие, во алтарь и в царские двери, яко некое освящение и всю церковную службу с теми жезлами и с проклятыми змиями соделанными действуют и везде, яко некое драгоценное сокровище, пред лицем своим на оказание всему миру тех змей носити и повелевают, ими же образуют потребление православныя веры.
Представители официальной церкви указывали на то, что церковный жезл со змеями символизирует жезл Моисея, который ветхозаветный пророк превратил перед фараоном в змея. Навершия со змиями присутствовали на привозных греческих посохах, а возвращение к исконной греческой традиции входило в число аргументов в защиту изменений церковной жизни, ставших одной из причин раскола. Прототипом церковных жезлов со змеями по всей видимости стал кадуцей, как символ всеведения и мудрости.

## В медицине

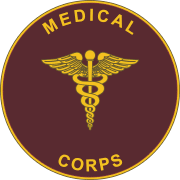
Эмблема медицинской службы армии США

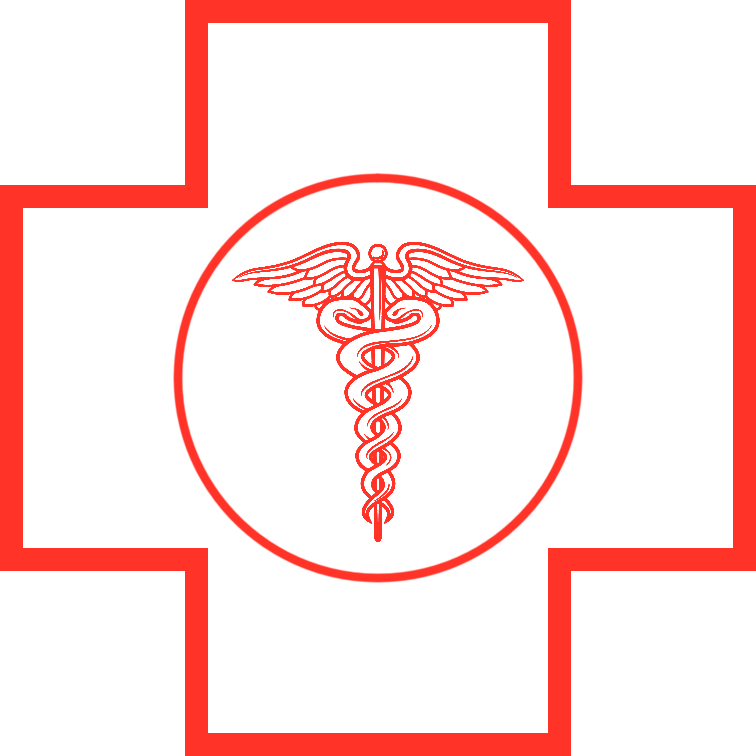
Эмблема Федерального фонда обязательного медицинского страхования России

В Античности кадуцей не был символом медицины. На основании ряда археологических находок печатей глазных врачей Римской империи с кадуцеями было сделано предположение, что жезл Гермеса мог быть частной эмблемой представителей этой медицинской специальности. При этом делаются отсылки к мифам о том, что Гермес прикосновением своего жезла мог возвращать зрение.
В качестве общемедицинской эмблемы кадуцей стали использовать начиная с эпохи Ренессанса. Мнение о том, что этот символ стали ошибочно использовать вместо посоха Асклепия (палки, которую обвивает змея), по словам историка медицины Э. Д. Грибанова, не выдерживает критики. В этот период, характеризующийся повышенным интересом к древнеримским культуре и истории, такая ошибка была маловероятной. Гораздо более аргументированной Грибанов называет точку зрения, согласно которой такое использование кадуцея основано на истории развития фармацевтики. Алхимики были тесно связаны с оккультным учением герметизма, возникновение которого связано с представлением о Гермесе Трисмегисте. Кадуцей как атрибут Гермеса стал эмблемой алхимиков, которые в том числе ставили печати с его изображением на сосудах с препаратами. Тесная взаимосвязь медицины, фармации и алхимии в XVI—XVIII веках привела к тому, что жезл Гермеса стал фармацевтической, а затем и медицинской эмблемой.
Впервые на медицинской книге кадуцей появился в 1516 году. Возможно, книгопечатник Иоганн Фробен использовал его в качестве символа коммерции. В качестве общемедицинской эмблемы кадуцей применил в 1520 году личный врач английского короля Генриха VIII Уильям Баттс. Впоследствии распространённость кадуцея в медицинской среде росла. В 1860-х годах он стал официальной эмблемой службы общественного здравоохранения США, а затем и некоторых других стран, в том числе и Франции.
В России с сентября 2007 года кадуцей используется в эмблеме Федерального фонда обязательного медицинского страхования.

## На монетах и банкнотах
Кадуцей помещали на монеты как древнегреческих полисов, так и эллинистических государств, возникших на месте завоёванных Александром Македонским земель.
В Древнем Риме периода республики чеканка монет находилась в ведении сената, который назначал монетариев, ответственных за технологический процесс выпуска и самостоятельно определявших изображения аверса и реверса. Характерной традицией республиканской эпохи стало создание таких монетных типов, которые были каким-то образом связаны с родом монетария, прославляли его богов-покровителей. В республиканскую эпоху кадуцей появляется на монетах при монетариях из рода Цестиев (Луция Цестия в 43—42 годах до н. э.), Клавдиев, Лициниев, Плеториев и Сепулиев.
В императорскую эпоху кадуцей встречается на монетах большинства императоров. Он может находиться в руках Меркурия, женских фигур — персонификаций богинь счастья и успеха (Фелицитас), мира (Пакс), согласия (Конкордии), безопасности (Секуритас). Кадуцей между двумя рогами изобилия обозначал согласие. Изображение рукопожатия в сочетании с зажатыми колосьями и кадуцеем символизировало благополучие. В этом виде кадуцей также присутствует на античных римских монетах.
Как символ благополучия и богатства кадуцей нашёл отображение на монетах Нового и Новейшего времени. Его использовали в качестве либо знака монетного двора, либо одного из основных элементов изображения. В качестве символа, обозначающего место чеканки, кадуцей применяли на монетных дворах Боготы (Колумбия), Бордо и Лилля (Франция), Утрехта (Нидерланды); элемента изображения — монетах германских и итальянских государств, Бельгии, Боливии, Бразилии, Датской Вест-Индии, Мексики, Франции и Швеции.
Кроме монет, кадуцей помещали и на банкноты Алжира, Бельгийского Конго, Бразилии, Испании, Кубы, Нидерландов, Новой Каледонии, Папуа — Новой Гвинеи, Перу, Польши, Португальской Индии, Таити, Финляндии, Франции, Французского берега Сомали, Французского Индокитая, Чили и Югославии.
|                                                                      | |                                                                      |                                           |                             |                                                                                               |                              |
| Драхма Олимпии 360 года до н. э. Реверс содержит изображение кадуцея | Кадуцей на медной монете Индо-греческого царства времён правления Деметрия I (200—180 годы до н. э.) | Ауреус императора Клавдия на котором богиня мира Пакс держит кадуцей | Далер Гёрца 1718 года с Меркурием. Швеция | Бельгийский франк 1922 года | Наполеондор 1813 года со знаком монетного двора Лилля в виде кадуцея (на реверсе слева внизу) | 50 польских злотых 1929 года |

## Компьютерный символ
Символ кадуцея ☤ содержится в стандарте кодирования символов Юникод в категории «Символы, другие» (U+2624 CADUCEUS), начиная с версии 1.1 1993 года. В языке гипертекстовой разметки HTML он передаётся как &#9764;.